# Route nationale 562
Die N562 war von 1933 bis 1973 eine französische Nationalstraße, die zwischen Le Val und Grasse verlief. Ihre Länge betrug 94,5 Kilometer. Die Trasse war bis 1828 Teil der N7. Erneute Verwendung fand die Nummer N562 bis 2006 für eine Verbindung zwischen der Anschlussstelle 3 der A62 und N113 in Langon.